# Fistrovič
Fistrovič je priimek v Sloveniji, ki ga je po podatkih Statističnega urada Republike Slovenije na dan 1. januarja 2010 uporabljalo 49 oseb in je med vsemi priimki po pogostosti uporabe uvrščen na 7.632. mesto.

## Znani nosilci priimka
- Jože Fistrovič, prevajalec in urednik